# Sembung Gede
Sembung Gede is een bestuurslaag in het regentschap Tabanan van de provincie Bali, Indonesië. Sembung Gede telt 3693 inwoners (volkstelling 2010).